# Seleštianska stráň
Seleštianska stráň je přírodní rezervace v oblasti Štiavnické vrchy.
Nachází se v katastrálním území obce Vrbovka v okrese Veľký Krtíš v Banskobystrickém kraji. Území bylo vyhlášeno či novelizováno v roce 1997 na rozloze 0,9388 ha. Ochranné pásmo nebylo stanoveno.